# Vlad Dracul
Vlad Dracul (alternativ: Vlad II, n. cca. 1392/1394 – d. 7 decembrie 1447) a fost domnul Țării Românești între 1436 și 1442 și din 1443 până în 1447.

## Biografie
Membru al familiei Basarabilor și fiu al lui Mircea cel Bătrân. Domnul Țării Românești a fost vasal al regelui Ungariei. Era și comandant de frontieră cu responsabilitatea de a proteja comerțul și drumurile comerciale între Țara Românească și Transilvania pentru Biserica Romano-Catolică. Deși Vlad II era în favoarea Bisericii Catolice, se știe că a ucis membri ai liniei rivale a Basarabilor, familia Dăneștilor.
Între 1431-1435 Vlad Dracul s-a stabilit la Sighișoara beneficiind pe deplin de puteri din partea lui Sigismund I de Luxemburg, regele Ungariei. În numele acestuia, Vlad Dracul pedepsește unele cetăți răsculate împotriva autorității regale, printre ele fiind Rupea. Într-o scrisoare adresată brașovenilor, explicând că fusese însărcinat de rege să păzească granița de est, îi ceartă că au jefuit pe unii oameni protejați de el. Scrisoarea, scrisă în limba slavonă spune: „Io, Vlad, voievod și domn. Scrie domnia mea, multă sănătate pârgarilor din Brașov. Știți bine și voi că domnul chezarul m-a însărcinat pe mine să păzesc această margine...Deci să nu vă pară rău dacă domnia mea nu voi lăsa slugile mele în pagubă și dacă pentru una, voi lua îndoit și întreit de la voi.”
La Sighișoara înființează o „hereghie de bani” (monetărie) unde bate ducați noi (monedă munteană), ce au circulat întâi în Transilvania, iar  apoi și în Țara Românească. Monedele aveau pe o parte un vultur cu aripile întinse, cu capul întors spre dreapta, iar pe altă parte un dragon înaripat cu coadă de șarpe, cu aripile și laba dreaptă ridicate, și laba stângă terminată în patru gheare.
Vlad Dracul a scris o scrisoare brașovenilor, în care îi amenință cu urmări grave dacă nu folosesc noua monedă: „Io Vlad, voivod și domn. Scrie domnia mea multă sănătate pârgarilor din Brașov. Și vă dă știre domnia mea că sibienii au lepădat ducații cei vechi; deci și voi mai mult să nu umblați cu ei, căci dacă voi afla pe cineva că umblă cu ducați vechi, rău îi voi face...”
Vlad II și-a primit titlul de „Dracul” după ce a fost primit pe 13 decembrie 1431 în Ordinul Dragonului fondat  în 1408 de Sigismund, Împărat al Sfântului Imperiu Roman. Ordinul, creat de Sigismund, dorea să crească puterea politică a bisericii și să protejeze familii nobiliare maghiare și românești de Imperiul Otoman.
În 1444, regele Ungariei, Vladislav I al Ungariei a declarat război Imperiului Otoman și a lansat Bătălia de la Varna sub conducerea lui Iancu de Hunedoara. Iancu i-a cerut lui Vlad să-și îndeplinească jurământul ca membru al Ordinului Dragonului și ca vasal al Ungariei, dar a fost refuzat. Papa l-a  absolvit de jurământ, dar a cerut ca fiul său Mircea să meargă în loc.
Rezultatul cruciadei de la Varna a fost dezastruos pentru armata creștină, Iancu de Hunedoara abia scăpând în Valahia, unde a fost capturat de oștenii lui Vlad Dracul, dar a fost eliberat curând, cu multe daruri. Mulți, inclusiv Mircea și Vlad Dracul au dat vina pe Iancu pentru dezastru. Din acel moment, Iancu de Hunedoara a avut o atitudine ostilă față de Vlad Dracul și fiul său cel mare.
În 1447, Vlad Dracul a fost asasinat împreună cu fiul său Mircea, care se pare că a fost îngropat de viu de către boieri și negustorii din Târgoviște. Iancu a ales propriul său candidat pentru tronul Țării Românești, un membru al clanului Dăneștilor, dar acesta va fi asasinat.
Vlad Dracul mai avea cel puțin alți doi fii: Vlad Țepeș și Radu cel Frumos.